# Jumiles

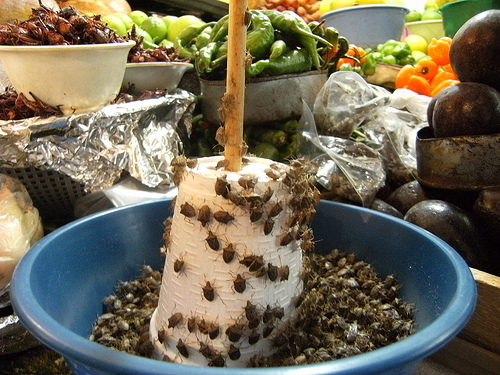
Jumiles dans un marché de Taxco

Les jumiles sont des insectes pentatomoidea originaires de la région de Taxco de l'état de Guerrero, au Mexique. Ils sont utilisés pour fabriquer certaines sauces ainsi que comme garniture à tacos. Ils peuvent être mangés vivants dans des tortillas accompagné d'une sauce tomate épicée.